# 川井健太
川井 健太（かわい けんた、1981年6月7日 - ）は、愛媛県宇和島市出身の元プロサッカー選手、元サッカー指導者。現役時代のポジションはフォワード。
愛媛FCフロントスタッフの川井光一は実兄。

## 来歴

### 現役時代
愛媛FCユースから桃山学院大学を経て、2004年愛媛FCへ加入。2006年を最後に現役を引退した。

### 愛媛FC監督
2018年5月、契約解除された間瀬秀一の後任として愛媛の監督に就任。
2020年12月10日、契約満了により監督を退任すると発表された。

### モンテディオ山形コーチ
2021年4月30日、モンテディオ山形のコーチに就任。同じく監督就任が発表されたピーター・クラモフスキーを支える立場となる。
2021年12月24日、コーチ退任が発表された。

### サガン鳥栖監督
2021年12月24日、サガン鳥栖の監督に就任することが発表された。
2024年8月9日に成績不振のため、監督を解任。

### 鳥栖解任後
鳥栖を解任され、2024年9月の中旬からマンチェスターを中心にイギリスとオランダに滞在しており、リヴァプールやマンチェスターシティ、アーセナルなどの試合を見に行った。

## 人物
練習中や試合中は「デリシャス」「ハント」「デンジャー」など独自の表現を使い選手に指示する。
戦術
基本フォーメーションは4-3-3や3-4-2-1など多種多用に使用する。ポゼッションフットボールを好みハイラインでキーパーからじっくりと繋いでゴールを目指す。

## 所属クラブ
- 宇和島市立城南中学校
- 愛媛FCユース（松山工業高校）
- 桃山学院大学
- 2004年 - 2006年 愛媛FC

## 個人成績
| 国内大会個人成績 | 国内大会個人成績 | 国内大会個人成績 | 国内大会個人成績 | 国内大会個人成績 | 国内大会個人成績 | 国内大会個人成績  | 国内大会個人成績  | 国内大会個人成績 | 国内大会個人成績 | 国内大会個人成績 | 国内大会個人成績 |
| 年度             | クラブ           | 背番号           | リーグ           | リーグ戦         | リーグ戦         | リーグ杯          | リーグ杯          | オープン杯       | オープン杯       | 期間通算         | 期間通算         |
| 年度             | クラブ           | 背番号           | リーグ           | 出場             | 得点             | 出場              | 得点              | 出場             | 得点             | 出場             | 得点             |
| 日本             | 日本             | 日本             | 日本             | リーグ戦         | リーグ戦         | リーグ杯          | リーグ杯          | 天皇杯           | 天皇杯           | 期間通算         | 期間通算         |
| ---------------- | ---------------- | ---------------- | ---------------- | ---------------- | ---------------- | ----------------- | ----------------- | ---------------- | ---------------- | ---------------- | ---------------- |
| 2004             | 愛媛             | 26               | JFL              | 22               | 6                | -                 | -                 |                  |                  |                  |                  |
| 2005             | 愛媛             | 9                | JFL              | 0                | 0                | -                 | -                 | 0                | 0                | 0                | 0                |
| 2006             | 愛媛             | 9                | J2               | 2                | 0                | -                 | -                 | 0                | 0                | 2                | 0                |
| 通算             | 日本             | 日本             | J2               | 2                | 0                | -                 | -                 | 0                | 0                | 2                | 0                |
| 通算             | 日本             | 日本             | JFL              | 22               | 6                | -\|\|\|\|\|\|\|\| | -\|\|\|\|\|\|\|\| |                  |                  |                  |                  |
| 総通算           | 総通算           | 総通算           | 総通算           | 24               | 6                | -\|\|\|\|\|\|\|\| | -\|\|\|\|\|\|\|\| |                  |                  |                  |                  |

- Jリーグ初出場 - 2006年6月2日 J2第19節 サガン鳥栖戦（愛媛県総合運動公園陸上競技場）

## 指導歴
- 2008年3月 - 2017年 愛媛女子短期大学/環太平洋大学短期大学部女子サッカー部 監督
- 2012年 - 2017年 愛媛FCレディース(兼任)
  - 2012年 - 2014年 ヘッドコーチ
  - 2015年 - 2017年 監督
- 2014年 - 2017年 日本サッカー協会ナショナルトレセンコーチ(兼任)
- 2018年 - 2020年 愛媛FC
  - 2018年1月 - 同年5月 U-18 監督
  - 2018年5月 - 2020年 トップチーム 監督
- 2021年4月 - 同年12月 モンテディオ山形  コーチ
- 2022年 - 2024年8月9日 サガン鳥栖 監督

## 監督成績
| 年度   | 所属        | クラブ | リーグ戦 | リーグ戦 | リーグ戦 | リーグ戦 | リーグ戦 | リーグ戦 | カップ戦              | カップ戦      |   |
| 年度   | 所属        | クラブ | 順位     | 試合     | 勝点     | 勝       | 分       | 敗       | なでしこ杯/ルヴァン杯 | 皇后杯/天皇杯 |   |
| ------ | ----------- | ------ | -------- | -------- | -------- | -------- | -------- | -------- | --------------------- | ------------- | - |
| 2015   | なでしこ2部 | 愛媛L  | 6位      | 27       | 34       | 10       | 4        | 13       | -                     | 2回戦敗退     |   |
| 2016   | なでしこ2部 | 愛媛L  | 4位      | 18       | 29       | 8        | 5        | 5        | GL敗退                | 3回戦敗退     |   |
| 2017   | なでしこ2部 | 愛媛L  | 3位      | 18       | 29       | 7        | 8        | 3        | GL敗退                | 2回戦敗退     |   |
| 2018   | J2          | 愛媛   | 18位     | 28       | 38       | 10       | 8        | 10       | -                     | 2回戦敗退     |   |
| 2019   | J2          | 愛媛   | 19位     | 42       | 42       | 12       | 6        | 24       | -                     | 2回戦敗退     |   |
| 2020   | J2          | 愛媛   | 21位     | 42       | 34       | 8        | 10       | 24       | -                     | -             |   |
| 2022   | J1          | 鳥栖   | 11位     | 34       | 42       | 9        | 15       | 10       | GL敗退                | 4回戦敗退     |   |
| 2023   | J1          | 鳥栖   | 14位     | 34       | 38       | 9        | 11       | 14       | GL敗退                | 3回戦敗退     |   |
| 2024   | J1          | 鳥栖   | 19位     | 25       | 23       | 7        | 2        | 16       | 1st3回戦敗退          | 4回戦進出     |   |
| J1通算 | J1通算      | J1通算 | -        | 93       | -        | 25       | 28       | 40       | -                     | -             | - |
| J2通算 | J2通算      | J2通算 | -        | 112      | -        | 30       | 24       | 58       | -                     | -             | - |

- 2018年は第14節から指揮。
- 2024年は第25節まで指揮。解任時の成績